# Smartwings Hungary
Smartwings Hungary Kft., conosciuta fino al 2018 come Travel Service Hungary, è una compagnia aerea charter ungherese con sede a Budapest. Opera voli charter e ha base all'aeroporto di Budapest-Ferihegy.
Fondata nel 2001, fa parte del gruppo Smartwings, con sede in Repubblica Ceca.

## Flotta
A dicembre 2022 la flotta di Smartwings Hungary è così composta: